# Abd al-Husayn Khusro panah
Abdul Husain Khosropanah (ou Khosrow Panah, né le 21 mars 1966 à Dezfoul) est un professeur et chercheur en philosophie de la religion, membre du corps enseignant de l'Institut de la pensée et de la culture islamique, ancien président de l'Institut de recherche de la sagesse et la philosophie.

## Biographie
Chercheur et conférencier en philosophie et sagesse. Il a commencé ses études islamiques au Hawza, sans s'arrêter  ses études secondaires en 1982 et a passé le troisième niveau du Hawza après six ans.
Il a étudié à côté des enseignements traditionnels du séminaire de Qom, d’autres ouvrages littéraires, jurisprudentiels et philosophiques, dans les écoles de Moazis, Nabavi et qâzi dans la ville de Dezfoul. En outre, il a étudié à Yazd et à Qom en été (aux vacances). Parmi ses professeurs on peut signaler : Mahomet Kazem Modaresiân, Seyed Majd-od-din Qazi Dezfuli, Mahomet Ali Modares Afghani, Qodrat-ol-lah Vojdani Fakhr, Kazem Sebt-o-chikhe, Mostafa Eatémâdi et Mohsin Araki.
Khosropanah a commencé ses cours de jurisprudence avancé (en persan : دروس خارج فقه و اصول) à Qom en 1989 et a passé après douze ans sur enseignant des professeurs comme : Vahid Khorasani, Fazel Lankarani, Jafar Sobhani et Naser Makarem Shirazi au Hawza de Qom. Il enrichit ses études du Tafsir du Coran, de la philosophie et du mystique par les professeurs tels que Tadayon-nejad, Hassan Hasanzadeh Amoli, Abdollah Javadi-Amoli, Mohammad-Taqi Mesbah Yazdi, Jafar Sobhani et Ansari Shirazi, depuis 1985 à 2006. En mai 2016, lors de la treizième session du Comité de contrôle commun de la province de Téhéran, Abdolhossein Khosrowpanah, membre du département de philosophie de l'Institut d'études de la sagesse et de la religion, ont été promus au rang de professeur. Il a écrit plus de 50 livres et 150 articles, et présente la théorie de la « philosophie de la philosophie islamique ».

## Positions
- Directeur du Département de recherche en philosophie Centre de la culture et la pensée islamiques.
- Secrétaire et vice-président du conseil du soutien pour les sièges de théorie, critique et débat.
- Président de comité culturelle et sociale de Commission de recherche et la répondre aux besoins religieux du Conseil de discernement de l'intérêt supérieur du régime.
- Adjoint aux sciences humaines et l'art dans l'Université islamique Azad[4].
- Président de l'Organisation de la propagande islamique[5],[6].

## Participation à des conseils scientifiques, stratégies et publications (actuelle)
- Éditeur en chef du « Iranian journal of the knowledge studies in the islamic university »[7].
- Membre du Comité de Rédaction du journal de « Qur'anic knowledge »[8].

## Ouvrages
- Thésaurus de philosophie / Centre d'études et de recherches de l'Office de la publicité / en collaboration avec un groupe de chercheurs / 1997 (Deuxième édition);
- New Kalâm / Centre d’études et de recherche de hawza/ 2000; une nouvelle édition de ce livre a été publiée en tant que Nouveau Kalâm avec une approche islamique, et ajout et modification, en collaboration avec le département de recherche de l’Université de Maaref et bureau de la publication de Ma'aref, publié en 2010.